# Arno Lustiger
Pour les articles homonymes, voir Lustiger.
Arno Lustiger, né à Będzin le 7 mai 1924 et mort le 15 mai 2012 à Francfort-sur-le-Main, est un déporté, historien et auteur allemand d'origine juive polonaise. Il fait d'importantes contributions à la recherche et à la documentation de l'histoire de la résistance juive sous le régime nazi. 
Il est le père de l'auteur Gila Lustiger et le cousin de Jean-Marie Lustiger, archevêque de Paris.

## Biographie
Lustiger est né et a grandi à Będzin dans la partie polonaise de la Haute-Silésie. Son père, David Lustiger, conseiller municipal de Będzin, avait une entreprise de fabrication de machines pour la production de pain. En 1939, l'entreprise est confisquée par les Nazis, mais David Lustiger reste dans l'entreprise en tant qu'ouvrier. Au début de 1943, la population juive de Będzin est détenue dans le ghetto de Będzin. La famille Lustiger se cache dans une cave. En août 1943, le ghetto est fermé et la population est déportée vers le camp de concentration d'Auschwitz-Birkenau. Quelques jours plus tard, la famille s'est volontairement rendue dans un camp de travailleurs forcés à Annaberg, en Silésie, afin de rester ensemble. 

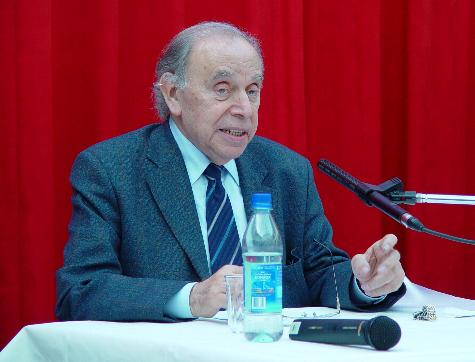
Arno Lustiger.

Cependant, la famille est séparée. Arno Lustiger est déporté au camp de concentration d'Ottmuth et plus tard à Blechhammer, un sous-camp d'Auschwitz. À partir du 21 janvier 1945, face à l'avancée des troupes soviétiques, Lustiger doit se joindre à la marche de la mort pendant l'hiver glacial vers le camp de concentration de Gross-Rosen en Basse-Silésie. Seulement la moitié des 4 000 détenus survivent à cette marche. Plus tard, il est déporté au camp de concentration de Buchenwald et au camp de concentration de Langenstein-Zwieberge près de Halberstadt. Là, l'espérance de vie est d'environ trois ou quatre semaines. 
En avril 1945, Lustiger s'échappe lors d'une autre marche de la mort, lorsque le camp de concentration est fermé en raison de l'approche des troupes américaines. Il est sauvé par des soldats américains et devient un traducteur en uniforme et armé de l'Armée américaine. 
Depuis la fin de la Seconde Guerre mondiale, Lustiger vit à Francfort et crée une entreprise prospère pour la mode féminine. Il écrit des articles sur l'histoire juive allemande, la guerre civile espagnole, la résistance juive et la persécution des Juifs par Staline. De 2004 à 2006, il est professeur invité au Fritz-Bauer-Institute de Francfort. 
Le 27 janvier 2005, Arno Lustiger prononce un discours devant le Bundestag allemand avec Wolf Biermann[réf. nécessaire]. Le 10 septembre 2006, son essai (publié dans le Frankfurter Allgemeine Sonntagszeitung) critique la manière dont Günter Grass traite de son adhésion à la Waffen-SS dans son dernier livre. 
Le 15 mai 2012, Lustiger meurt à Francfort-sur-le-Main, en Allemagne. Il a 88 ans,.

## Récompenses
- 1999 - Prix Moses Mendelssohn
- 1999 - Plaque Goethe de la ville de Francfort
- 2000 - Prix international Brücke de Görlitz
- 2001 - Prix Heinz-Galinski (partagé avec Wolf Biermann)
- 2003 - Docteur honoris causa de l'université de Potsdam

## Décoration
- Commandeur de l'ordre du Mérite de la République fédérale d'Allemagne (2009)